# Sympagus
Sympagus es un género de escarabajos longicornios de la tribu Acanthocinini.

## Especies
- Sympagus bimaculatus (Gilmour, 1958)
- Sympagus birai Monné & Botero, 2015
- Sympagus buckleyi (Bates, 1885)
- Sympagus cedrelis Hovore & Toledo, 2006
- Sympagus cooperi Monné M. L. & Monné M. A., 2017
- Sympagus favorabilis Tippmann, 1960
- Sympagus laetabilis (Bates, 1872)
- Sympagus monnei Hovore & Toledo, 2006